# Lepidophyma occulor
Lepidophyma occulor  es una especie de lagarto descrita por Smith en 1942. Lepidophyma occulor es parte del género Lepidophyma y de la familia de las lagartijas nocturnas. La UICN clasifica la especie globalmente como viable. No se incluye ninguna subespecie en el Catálogo de vida. 
La especie se encuentra en áreas de baja montaña en los estados de Querétaro y San Luis Potosí en México. El área de distribución es de 900 a 1400 metros sobre el nivel del mar. El hábitat está formado por bosques de arbustos. Lepidophyma occulor también visita tierras cultivables y comunidades humanas. Las hembras no ponen huevos, pero dan a luz crías vivas.